# Lijst van senatoren uit Indiana

Zegel van de staat Indiana

Dit is een lijst van de senatoren voor de Amerikaanse staat Indiana. De senatoren voor Indiana zijn ingedeeld als Klasse I en Klasse III. De twee huidige senatoren voor Indiana zijn: Todd Young senator sinds 2017 de (senior senator) en Jim Banks senator sinds 2019 de (junior senator), beiden lid van de Republikeinse Partij.
Een aantal prominente personen die hebben gediend als senator voor Indiana zijn: Thomas Hendricks (later vicepresident), Benjamin Harrison (later president), David Terpie (Democratisch partijleider in de senaat van 1898 tot 1899), John Kern (genomineerd vicepresidentskandidaat en Democratisch partijleider in de senaat van 1913 tot 1917), Sherman Minton (later rechter van het Hooggerechtshof), Richard Lugar (prominent politicus), Charles Fairbanks (later vicepresident), James Eli Watson (Republikeins partijleider in de senaat van 1929 tot 1933), Dan Quayle (later vicepresident), Dan Coats (later directeur van de Nationale Inlichtingendiensten) en Evan Bayh (prominent politicus).

## Klasse I
| Nr.    | Senator voor Indiana Senator from Indiana | Senator voor Indiana Senator from Indiana | Senator voor Indiana Senator from Indiana | Ambtstermijn     | Ambtstermijn     | Partij(en)   | Verkiezing(en) |
| ------ | ----------------------------------------- | ----------------------------------------- | ----------------------------------------- | ---------------- | ---------------- | ------------ | -------------- |
| 1      |                                           | James Noble                               | James Noble (1785–1829)                   | 10 december 1816 | 26 februari 1831 | DR (1816–28) | 1816           |
| 1      | 1820                                      | James Noble                               | James Noble (1785–1829)                   | 10 december 1816 | 26 februari 1831 | DR (1816–28) |                |
| 1      | 1827                                      | James Noble                               | James Noble (1785–1829)                   | 10 december 1816 | 26 februari 1831 | DR (1816–28) |                |
| 1      | NR (1828–31)                              | James Noble                               | James Noble (1785–1829)                   | 10 december 1816 | 26 februari 1831 |              |                |
| Vacant |                                           |                                           |                                           |                  |                  |              |                |
| 2      |                                           | Robert Hanna                              | Robert Hanna (1786–1858)                  | 19 augustus 1829 | 3 januari 1832   | NR           |                |
| 3      |                                           | John Tipton                               | John Tipton (1786–1839)                   | 3 januari 1832   | 4 maart 1839     | D            | 1832 (1)       |
| 3      | 1832 (1)                                  | John Tipton                               | John Tipton (1786–1839)                   | 3 januari 1832   | 4 maart 1839     | D            |                |
| 4      |                                           | Albert White                              | Albert White (1803–1864)                  | 4 maart 1839     | 4 maart 1845     | W            | 1838           |
| 5      |                                           | Jesse Bright                              | Jesse Bright (1812–1875)                  | 4 maart 1845     | 5 februari 1862  | D            | 1844           |
| 5      | 1850                                      | Jesse Bright                              | Jesse Bright (1812–1875)                  | 4 maart 1845     | 5 februari 1862  | D            |                |
| 5      | 1856                                      | Jesse Bright                              | Jesse Bright (1812–1875)                  | 4 maart 1845     | 5 februari 1862  | D            |                |
| Vacant |                                           |                                           |                                           |                  |                  |              |                |
| 6      |                                           | Joseph Wright                             | Joseph Wright (1810–1867)                 | 24 februari 1862 | 14 januari 1863  | D            |                |
| 7      |                                           | David Turpie                              | David Turpie (1828–1909)                  | 14 januari 1863  | 4 maart 1863     | D            | 1863           |
| 8      |                                           | Thomas Hendricks                          | Thomas Hendricks (1819–1885)              | 4 maart 1863     | 4 maart 1869     | D            | 1862           |
| 9      |                                           | Daniel Pratt                              | Daniel Pratt (1813–1877)                  | 4 maart 1869     | 4 maart 1875     | R            | 1868           |
| 10     |                                           | Joseph McDonald                           | Joseph McDonald (1819–1891)               | 4 maart 1875     | 4 maart 1881     | D            | 1875           |
| 11     |                                           | Benjamin Harrison                         | Benjamin Harrison (1833–1901)             | 4 maart 1881     | 4 maart 1887     | R            | 1880           |
| 12     |                                           | David Turpie                              | David Turpie (1828–1909)                  | 4 maart 1887     | 4 maart 1899     | D            | 1887           |
| 12     | 1893                                      | David Turpie                              | David Turpie (1828–1909)                  | 4 maart 1887     | 4 maart 1899     | D            |                |
| 13     |                                           | Albert Beveridge                          | Albert Beveridge (1862–1927)              | 4 maart 1899     | 4 maart 1911     | R            | 1899           |
| 13     | 1905                                      | Albert Beveridge                          | Albert Beveridge (1862–1927)              | 4 maart 1899     | 4 maart 1911     | R            |                |
| 14     |                                           | John Kern                                 | John Kern (1849–1917)                     | 4 maart 1911     | 4 maart 1917     | D            | 1911           |
| 15     |                                           | Harry New                                 | Harry New (1858–1937)                     | 4 maart 1917     | 4 maart 1923     | R            | 1916           |
| 16     |                                           | Samuel Ralston                            | Samuel Ralston (1875–1925)                | 4 maart 1923     | 14 oktober 1925  | D            | 1922           |
| Vacant |                                           |                                           |                                           |                  |                  |              | 1922           |
| 17     |                                           | Arthur Robinson                           | Arthur Robinson (1881–1961)               | 20 oktober 1925  | 3 januari 1935   | R            | 1922           |
| 17     | 1926                                      | Arthur Robinson                           | Arthur Robinson (1881–1961)               | 20 oktober 1925  | 3 januari 1935   | R            |                |
| 17     | 1928                                      | Arthur Robinson                           | Arthur Robinson (1881–1961)               | 20 oktober 1925  | 3 januari 1935   | R            |                |
| 18     |                                           | Sherman Minton                            | Sherman Minton (1890–1965)                | 3 januari 1935   | 3 januari 1941   | D            | 1934           |
| 19     |                                           | Raymond Willis                            | Raymond Willis (1875–1956)                | 3 januari 1941   | 3 januari 1947   | R            | 1940           |
| 20     |                                           | William Jenner                            | William Jenner (1905–1985)                | 3 januari 1947   | 3 januari 1959   | R            | 1946           |
| 20     | 1952                                      | William Jenner                            | William Jenner (1905–1985)                | 3 januari 1947   | 3 januari 1959   | R            |                |
| 21     |                                           | Vance Hartke                              | Vance Hartke (1919–2003)                  | 3 januari 1959   | 3 januari 1977   | D            | 1958           |
| 21     | 1964                                      | Vance Hartke                              | Vance Hartke (1919–2003)                  | 3 januari 1959   | 3 januari 1977   | D            |                |
| 21     | 1970                                      | Vance Hartke                              | Vance Hartke (1919–2003)                  | 3 januari 1959   | 3 januari 1977   | D            |                |
| 22     |                                           | Richard Lugar                             | Richard Lugar (1932–2016)                 | 3 januari 1977   | 3 januari 2013   | R            | 1976           |
| 22     | 1982                                      | Richard Lugar                             | Richard Lugar (1932–2016)                 | 3 januari 1977   | 3 januari 2013   | R            |                |
| 22     | 1988                                      | Richard Lugar                             | Richard Lugar (1932–2016)                 | 3 januari 1977   | 3 januari 2013   | R            |                |
| 22     | 1994                                      | Richard Lugar                             | Richard Lugar (1932–2016)                 | 3 januari 1977   | 3 januari 2013   | R            |                |
| 22     | 2000                                      | Richard Lugar                             | Richard Lugar (1932–2016)                 | 3 januari 1977   | 3 januari 2013   | R            |                |
| 22     | 2006                                      | Richard Lugar                             | Richard Lugar (1932–2016)                 | 3 januari 1977   | 3 januari 2013   | R            |                |
| 23     |                                           | Joe Donnelly                              | Joe Donnelly (1955)                       | 3 januari 2013   | 3 januari 2019   | D            | 2012           |
| 24     |                                           | Mike Braun                                | Mike Braun (1954)                         | 3 januari 2019   | 3 januari 2025   | R            | 2018           |
| 25     |                                           | Jim Banks                                 | Jim Banks (1979)                          | 3 januari 2025   | heden            | R            | 2024           |

## Klasse III
| Nr.    | Senator voor Indiana Senator from Indiana | Senator voor Indiana Senator from Indiana | Senator voor Indiana Senator from Indiana | Ambtstermijn     | Ambtstermijn     | Partij(en) | Verkiezing(en) |
| ------ | ----------------------------------------- | ----------------------------------------- | ----------------------------------------- | ---------------- | ---------------- | ---------- | -------------- |
| 1      |                                           | Waller Taylor                             | Waller Taylor (1785–1826)                 | 10 december 1816 | 4 maart 1825     | DR         | 1816           |
| 1      | 1818                                      | Waller Taylor                             | Waller Taylor (1785–1826)                 | 10 december 1816 | 4 maart 1825     | DR         |                |
| 2      |                                           | William Hendricks                         | William Hendricks (1782–1850)             | 4 maart 1825     | 4 maart 1837     | NR         | 1824           |
| 2      | 1830                                      | William Hendricks                         | William Hendricks (1782–1850)             | 4 maart 1825     | 4 maart 1837     | NR         |                |
| 3      |                                           | Oliver Smith                              | Oliver Smith (1794–1859)                  | 4 maart 1837     | 4 maart 1843     | W          | 1836           |
| 4      |                                           | Ned Hannegan                              | Ned Hannegan (1807–1859)                  | 4 maart 1843     | 4 maart 1849     | D          | 1842           |
| 5      |                                           | James Whitcomb                            | James Whitcomb (1795–1852)                | 4 maart 1849     | 4 december 1852  | D          | 1848           |
| Vacant |                                           |                                           |                                           |                  |                  |            | 1848           |
| 6      |                                           | Charles Cathcart                          | Charles Cathcart (1809–1888)              | 6 december 1852  | 18 januari 1853  | D          | 1848           |
| 7      |                                           | John Pettit                               | John Pettit (1807–1877)                   | 18 januari 1853  | 4 maart 1855     | D          | 1853           |
| Vacant |                                           |                                           |                                           |                  |                  |            |                |
| 8      |                                           | Graham Fitch                              | Graham Fitch (1809–1892)                  | 4 februari 1857  | 4 maart 1861     | D          | 1857           |
| 9      |                                           | Henry Lane                                | Henry Lane (1811–1881)                    | 4 maart 1861     | 4 maart 1867     | R          | 1860           |
| 10     |                                           | Oliver Morton                             | Oliver Morton (1823–1877)                 | 4 maart 1867     | 1 november 1877  | R          | 1867           |
| 10     | 1873                                      | Oliver Morton                             | Oliver Morton (1823–1877)                 | 4 maart 1867     | 1 november 1877  | R          |                |
| Vacant |                                           |                                           |                                           |                  |                  |            |                |
| 11     |                                           | Daniel Voorhees                           | Daniel Voorhees (1827–1897)               | 7 november 1877  | 4 maart 1897     | D          |                |
| 11     | D                                         | Daniel Voorhees                           | Daniel Voorhees (1827–1897)               | 7 november 1877  | 4 maart 1897     | 1879 (1)   |                |
| 11     | D                                         | Daniel Voorhees                           | Daniel Voorhees (1827–1897)               | 7 november 1877  | 4 maart 1897     | 1879 (2)   |                |
| 11     | D                                         | Daniel Voorhees                           | Daniel Voorhees (1827–1897)               | 7 november 1877  | 4 maart 1897     | 1885       |                |
| 11     | D                                         | Daniel Voorhees                           | Daniel Voorhees (1827–1897)               | 7 november 1877  | 4 maart 1897     | 1891       |                |
| 12     |                                           | Charles Fairbanks                         | Charles Fairbanks (1852–1918)             | 4 maart 1897     | 4 maart 1905     | R          | 1897           |
| 12     | 1903                                      | Charles Fairbanks                         | Charles Fairbanks (1852–1918)             | 4 maart 1897     | 4 maart 1905     | R          |                |
| 13     |                                           | James Hemenway                            | James Hemenway (1860–1923)                | 4 maart 1905     | 4 maart 1909     | R          | 1905           |
| 14     |                                           | Benjamin Shively                          | Benjamin Shively (1857–1916)              | 4 maart 1909     | 14 maart 1916    | D          | 1909           |
| 14     | 1914                                      | Benjamin Shively                          | Benjamin Shively (1857–1916)              | 4 maart 1909     | 14 maart 1916    | D          |                |
| Vacant |                                           |                                           |                                           |                  |                  |            |                |
| 15     |                                           | Thomas Taggart                            | Thomas Taggart (1856–1929)                | 20 maart 1916    | 8 november 1916  | D          |                |
| 16     |                                           | James Eli Watson                          | James Eli Watson (1864–1948)              | 8 november 1916  | 4 maart 1933     | R          | 1916           |
| 16     | 1920                                      | James Eli Watson                          | James Eli Watson (1864–1948)              | 8 november 1916  | 4 maart 1933     | R          |                |
| 16     | 1926                                      | James Eli Watson                          | James Eli Watson (1864–1948)              | 8 november 1916  | 4 maart 1933     | R          |                |
| 17     |                                           | Frederick Van Nuys                        | Frederick Van Nuys (1874–1944)            | 4 maart 1933     | 25 januari 1944  | D          | 1932           |
| 17     | 1938                                      | Frederick Van Nuys                        | Frederick Van Nuys (1874–1944)            | 4 maart 1933     | 25 januari 1944  | D          |                |
| Vacant |                                           |                                           |                                           |                  |                  |            |                |
| 18     |                                           | Samuel Dillon Jackson                     | Samuel Dillon Jackson (1895–1951)         | 28 januari 1944  | 14 november 1944 | D          |                |
| 19     |                                           | William Jenner                            | William Jenner (1908–1985)                | 14 november 1944 | 3 januari 1945   | R          | 1944           |
| 20     |                                           | Homer Capehart                            | Homer Capehart (1897–1979)                | 3 januari 1945   | 3 januari 1963   | R          | 1944           |
| 20     | 1950                                      | Homer Capehart                            | Homer Capehart (1897–1979)                | 3 januari 1945   | 3 januari 1963   | R          |                |
| 20     | 1956                                      | Homer Capehart                            | Homer Capehart (1897–1979)                | 3 januari 1945   | 3 januari 1963   | R          |                |
| 21     |                                           | Birch Bayh                                | Birch Bayh (1928–2019)                    | 3 januari 1963   | 3 januari 1981   | D          | 1962           |
| 21     | 1968                                      | Birch Bayh                                | Birch Bayh (1928–2019)                    | 3 januari 1963   | 3 januari 1981   | D          |                |
| 21     | 1974                                      | Birch Bayh                                | Birch Bayh (1928–2019)                    | 3 januari 1963   | 3 januari 1981   | D          |                |
| 22     |                                           | Dan Quayle                                | Dan Quayle (1947)                         | 3 januari 1981   | 3 januari 1989   | R          | 1980           |
| 22     | 1986                                      | Dan Quayle                                | Dan Quayle (1947)                         | 3 januari 1981   | 3 januari 1989   | R          |                |
| 23     |                                           | Dan Coats                                 | Dan Coats (1943)                          | 3 januari 1989   | 3 januari 1999   | R          |                |
| 23     | 1990                                      | Dan Coats                                 | Dan Coats (1943)                          | 3 januari 1989   | 3 januari 1999   | R          |                |
| 23     | 1992                                      | Dan Coats                                 | Dan Coats (1943)                          | 3 januari 1989   | 3 januari 1999   | R          |                |
| 24     |                                           | Evan Bayh                                 | Evan Bayh (1955)                          | 3 januari 1999   | 3 januari 2011   | D          | 1998           |
| 24     | 2004                                      | Evan Bayh                                 | Evan Bayh (1955)                          | 3 januari 1999   | 3 januari 2011   | D          |                |
| 25     |                                           | Dan Coats                                 | Dan Coats (1943)                          | 3 januari 2011   | 3 januari 2017   | R          | 2010           |
| 26     |                                           | Todd Young                                | Todd Young (1972)                         | 3 januari 2017   | heden            | R          | 2016           |
| 26     | 2022                                      | Todd Young                                | Todd Young (1972)                         | 3 januari 2017   | heden            | R          |                |